# いまを生きる
『いまを生きる』（いまをいきる、原題: Dead Poets Society）は、1989年公開のアメリカ合衆国の映画。トム・シュルマン脚本、ピーター・ウィアー監督による青春映画である。第62回アカデミー賞で脚本賞を受賞した。映画の公開にあわせてナンシー・H・クラインバウムによるノヴェライゼーションが出版されている。
原題の「Dead Poets Society（死せる詩人の会）」は劇中の教師ジョン・キーティングがウェルトン校在学中に結成した読詩サークルの名前で、没した古典的詩人の作品のみ読むことから名付けられた。邦題の「いまを生きる」は劇中でキーティングが発するラテン語「Carpe Diem、カルペ・ディエム」の日本語訳であり、厳密には「いまを生きろ」「いまを掴め」といった意味になる。
アメリカのノーベル文学賞受賞者ソール・ベローが1956年に小説『Seize the Day（この日をつかめ）』を発表しているが、本作とは無関係である。

## ストーリー
バーモントの全寮制学院ウェルトン・アカデミーの新学期に、同校のOB・英語教師ジョン・キーティング（ロビン・ウィリアムズ）が1959年に赴任。ノーラン校長（ノーマン・ロイド）の指導の下、厳格な規則に縛られている学生たちに、キーティングは「プリチャードの教科書なんか破り捨てろ」と言い放ち、詩の本当の素晴らしさ、生きることの素晴らしさについて教えようとする。
ある日の授業にてキーティングは机上に突然立ち「私はこの机上に立ち、思い出す。常に物事は別の視点で見なければならないことを！ほら、ここからは世界がまったく違って見える。」と話す。生徒も机上に立たせ、降りようとした際には「待て、レミングのように降りるんじゃない！そこから周りをきちんと見渡してみろ。」と諭す。キーティングの風変わりな授業に最初は戸惑う生徒たちだったが、次第に行動力を刺激され、新鮮な考えや、規則や親の期待に縛られない自由な生き方に目覚めていくのだった。
ある日、生徒のニール（ロバート・ショーン・レナード）は学校の古い学生年鑑を読み、キーティングが「デッド・ポエッツ・ソサエティ（死せる詩人の会）」というクラブを学生時代に作っていたことを知る。ニールは同級生のダルトン（ゲイル・ハンセン）やノックス（ジョシュ・チャールズ）らとともに、近くの洞窟でクラブを再開させる。会の合言葉はヘンリー・デイヴィッド・ソローの回想録『ウォールデン 森の生活』にある一節「私は生きることの真髄を心ゆくまで味わいたい」である。ニールのルームメイトである転校生のトッド（イーサン・ホーク）も、誘われるまま「死せる詩人の会」に加わった。そして彼らは自らを語り合うことで、自分がやりたいものは何か自覚していくのだった。
偶然知り合ったクリス（アレクサンドラ・パワーズ）という娘にノックスは恋をし、ダルトンは女子学生を学院に入学させるべきだと主張する。ニールは俳優を志して『真夏の夜の夢』の舞台に立つことを決心するが、ニールの父親（カートウッド・スミス）からは舞台に立つことを反対されてしまう。当日、父親はニールの芝居を見に来るが、苦い顔をして子供の考えを認めようとはしなかった。絶望のあまりニールは拳銃自殺をし、キーティングは引責辞職する。別れを告げに来たキーティングを、教室の何人かの生徒は机上に立って見送る。

## キャスト
ジョン・キーティング
演 - ロビン・ウィリアムズ
ウェルトン・アカデミーに新たに赴任した英語教師。
ニール・ペリー
演 - ロバート・ショーン・レナード
ウェルトン・アカデミーの生徒。
トッド・アンダーソン
演 - イーサン・ホーク
ウェルトン・アカデミーの転校生。
ノックス・オーバーストリート
演 - ジョシュ・チャールズ
ウェルトン・アカデミーの生徒。
チャーリー・ダルトン（ヌワンダ）
演 - ゲイル・ハンセン
ウェルトン・アカデミーの生徒。
リチャード・キャメロン
演 - ディラン・カスマン
ウェルトン・アカデミーの生徒。
スティーヴン・ミークス
演 - アレロン・ルジェロ
ウェルトン・アカデミーの生徒。
ジェラルド・ピッツ
演 - ジェームズ・ウォーターストン
ウェルトン・アカデミーの生徒。
ゲイル・ノーラン
演 - ノーマン・ロイド
ウェルトン・アカデミーの校長。
トーマス・ペリー
演 - カートウッド・スミス
ニールの父。
クリス・ノエル
演 - アレクサンドラ・パワーズ
リッジウェイ高校のチアリーダー。
ティナ
演 - ウェルカー・ホワイト
女子学生。
グロリア
演 - メローラ・ウォルターズ
ティナの友人。
チェット・ダンベリー
演 - コリン・アーヴィング
クリスのボーフレンド。リッジウェイ高校のフットボール選手。
ジニー・ダンベリー
演 - ララ・フリン・ボイル
チェットの妹。

## 日本語吹替
| 役名                             | 俳優                         | 日本語吹替 | 日本語吹替   |
| 役名                             | 俳優                         | ソフト版   | フジテレビ版 |
| -------------------------------- | ---------------------------- | ---------- | ------------ |
| ジョン・キーティング             | ロビン・ウィリアムズ         | 堀勝之祐   | 江原正士     |
| ニール・ペリー                   | ロバート・ショーン・レナード | 古田信幸   | 宮本充       |
| トッド・アンダーソン             | イーサン・ホーク             | 松本保典   | 鳥海勝美     |
| ノックス・オーバーストリート     | ジョシュ・チャールズ         | 山寺宏一   |              |
| チャーリー・ダルトン（ヌワンダ） | ゲイル・ハンセン             | 堀内賢雄   | 真地勇志     |
| リチャード・キャメロン           | ディラン・カスマン           | 星野充昭   | 高木渉       |
| スティーヴン・ミークス           | アレロン・ルジェロ           | 小野健一   | 藤原啓治     |
| ジェラルド・ピッツ               | ジェームズ・ウォーターストン | 山口健     |              |
| ノーラン校長                     | ノーマン・ロイド             | 上田敏也   | 田口昂       |
| ペリー氏                         | カートウッド・スミス         | 仁内建之   | 池田勝       |
| クリス・ノエル                   | アレクサンドラ・パワーズ     | 深見梨加   | 横山智佐     |
| グロリア                         | メローラ・ウォルターズ       | 佐々木るん | 紗ゆり       |
| ティナ                           | ウェルカー・ホワイト         | 松井菜桜子 |              |

- ソフト版 - VHS・DVD・BD収録

その他：増岡弘、石森達幸、鈴木勝美、巴菁子、桜井敏治、荒川太郎、稲葉実、西村知道、伊井篤史、さとうあい、小形満、亀井芳子
演出：伊達康将、翻訳：島伸三、録音制作：東北新社、制作監修：岡本企美子、日本語版制作：Disney Character Voices International, Inc.
- フジテレビ版 - 初回放送：1994年3月12日 『ゴールデン洋画劇場』

その他：磯辺万沙子、糸博

## 舞台

### オフ・ブロードウェイ
2016年10月27日から12月11日にかけて、オフ・ブロードウェイのクラシック・ステージ・カンパニー（CSC）にてストレートプレイ版が上演された。
映画版と同様にトム・シュルマンが脚本を務め、2005年に『スウィーニー・トッド』でトニー賞ミュージカル演出賞を受賞したジョン・ドイルが演出を務めた。ジェイソン・サダイキスがジョン・キーティング役で主演し、トーマス・マンがニール・ペリー役を演じた。

### 日本
2018年10月5日から24日にかけて、新国立劇場中劇場にて日本語版として初演された。上田一豪が演出と上演台本を務め、佐藤隆太がジョン・キーティング役を演じた。
2021年には東京・大阪・名古屋の3都市で再演が組まれ、1月16日から31日にかけて新国立劇場中劇場にて、2月11日から14日にかけてサンケイホールブリーゼにて、2月20日と21日に東海市芸術劇場にて上演された。
|                              | 2018年                                        | 2021年                                 |
| ---------------------------- | --------------------------------------------- | -------------------------------------- |
| ジョン・キーティング         | 佐藤隆太                                      | 佐藤隆太                               |
| ニール・ペリー               | 宮近海斗 （Travis Japan / ジャニーズJr.）     | 瀬戸利樹                               |
| トッド・アンダーソン         | 永田崇人                                      | 佐藤新 （IMPACTors/ジャニーズJr.）     |
| ノックス・オーバーストリート | 七五三掛龍也 （Travis Japan / ジャニーズJr.） | 影山拓也 （IMPACTors / ジャニーズJr.） |
| チャーリー・ダルトン         | 田川隼嗣                                      | 三宅亮輔                               |
| リチャード・キャメロン       | 中村海人 （Travis Japan / ジャニーズJr.）     | 市川理矩                               |
| スティーヴン・ミークス       | 浦上晟周                                      | 基俊介 （IMPACTors / ジャニーズJr.）   |
| ノーラン校長                 | 大和田伸也                                    | 佐戸井けん太                           |
| ペリー氏                     | 冨家規政                                      | 飯田基祐                               |
| クリス・ノエル               | 羽瀬川なぎ                                    | 小向なる                               |